# Gevangenis van Antwerpen

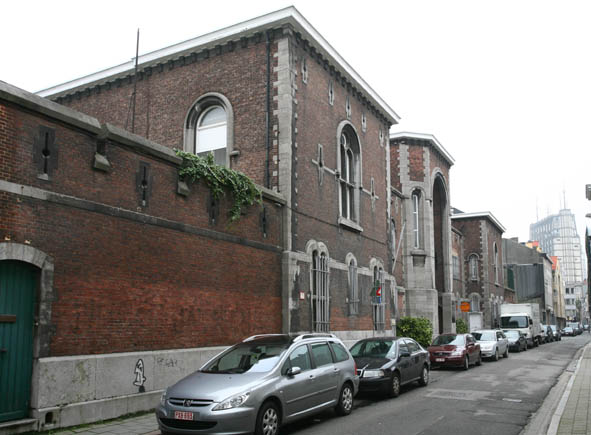
De gevangenis van Antwerpen (2007).

De gevangenis in de Belgische stad Antwerpen werd in 1855 in gebruik genomen. Ze is gelegen tussen de Begijnenstraat en de Sint-Rochusstraat.
De gevangenis van Antwerpen doet grotendeels dienst als arresthuis en heeft tevens een vrouwenafdeling en een psychiatrische afdeling. Ze heeft een capaciteit van 439 gedetineerden, waarvan 48 plaatsen voor vrouwelijke gedetineerden voorbehouden en 51 personen op de psychiatrische afdeling en 26 op de afdeling beperkte detentie kunnen verblijven. De gevangenis kent echter een sterke overbevolking waardoor er meer dan 600 gedetineerden verblijven. Door deze overcapaciteit zitten er in eenpersoonscellen meestal twee personen per cel. 
Een nieuwe gevangenis is tegen 2026 gepland, niet ver van het gerechtsgebouw, op de site Petroleum-Zuid, naast het bedrijventerrein Blue Gate Antwerp.

## Geschiedenis
Het complex werd tussen 1854 en 1859 op de kloostergronden van de zusters kapucinessen in neoromaanse stijl opgetrokken naar een ontwerp van Joseph Jonas Dumont. De oprichting kaderde in de ingrijpende hervormingen in het Belgisch strafrechtsysteem en penitentiair beleid onder impuls van Edouard Ducpétiaux, inspecteur-generaal van de gevangenissen en weldadigheidsinstellingen. In navolging van het Pensylvanisch gevangenissysteem en het concept van de in 1840-1842 gebouwde gevangenis van Pentonville in Londen introduceerde Ducpétiaux het regime van totale cellulaire afzondering en een nieuw type gevangenisarchitectuur, namelijk de cellengevangenis gebaseerd op het panopticum-plan. Het ommuurde domein omvat een voorbouw met poortgebouw geflankeerd door dienstvleugels en daarachter een stervormige gevangeniscomplex bestaande uit vier cellenvleugels gegroepeerd rond het centrale observatiepaviljoen. De oostvleugel heeft een kruisvormige plattegrond met dwarsveugels en tegen de zuidvleugel is en dienstgebouw geplaatst.
Sinds de tweede helft van de jaren 1970 zijn de verschillende vleugels systematisch gerenoveerd en in de jaren 1980 werd een nieuwbouw gerealiseerd en het centrum afgebroken en heropgebouwd in vier niveaus. In 2010 werd het administratief complex in een voormalige ambtswoning gehuisvest.